# Китайські числівники
Китайські числівники (кит. 中文数字, пін. Zhōngwén shùzì) — це слова і символи, які використовуються для позначення чисел китайською мовою.
Носії китайської використовують три письмові системи числення: систему арабських цифр, що розповсюджена по всьому світові, а також дві системи корінних народів. Більш знайома система корінних народів базується на китайських ієрогліфах, які відповідають цифрам у розмовній мові. Ці цифри спільні й для інших мов китайської культурної сфери: японська, корейська і в'єтнамська. Більшість людей і установ в Китаї для зручності, в основному, використовують арабську систему з традиційними китайськими цифрами, які застосовують в галузі фінансів переважно для запису чисел у чеках, на банкнотах, а також в рекламних роликах.
Інша корінна система — це цифри Сучжоу (кит. 苏州码子, пін. Sūzhōu mǎzi), або хуама (кит. 花碼, пін. huāmǎ); позиційна система, єдина збережена форма лічби рахунковими паличками. Їх колись використовували китайські математики, а потім застосовували на китайських ринках, таких, які були в Гонконзі до 1990-х років. Але поступово їх було витіснено арабськими (а також римськими) цифрами.

## Ієрогліфи, що представляють числа

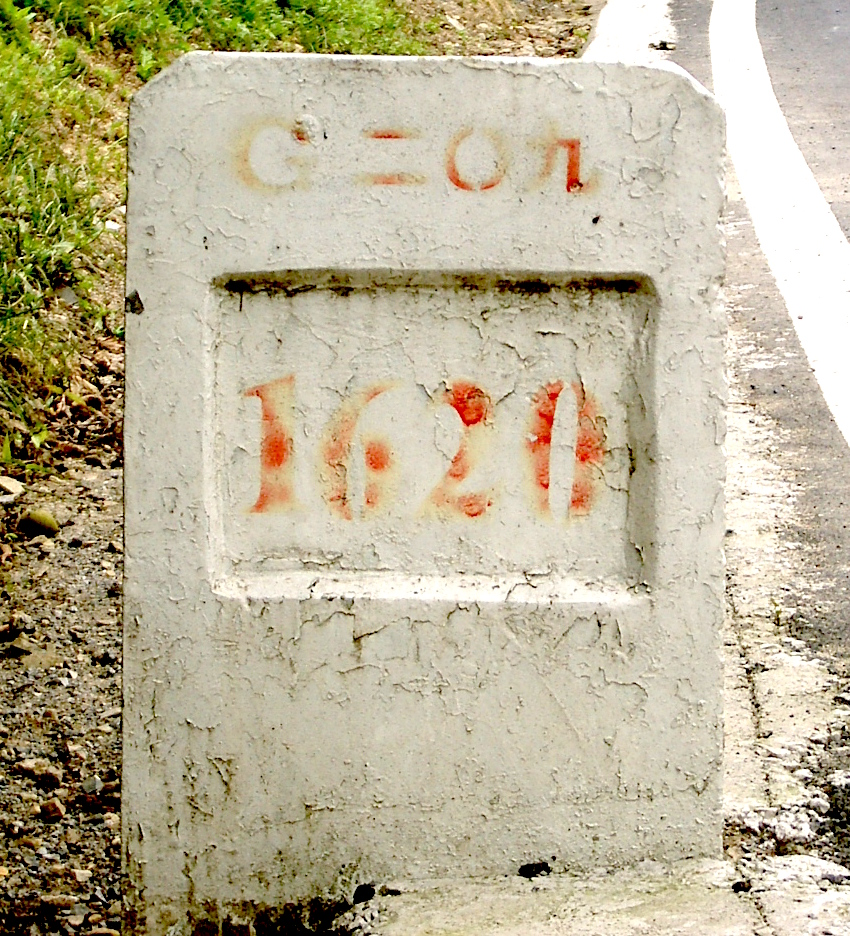
Китайські та арабські числа можуть співіснувати, як на цій позначці кілометражу: 1620 km на автотрасі G209 (G二〇九)

Китайська ієрогліфічна система числення складається з китайських ієрогліфів, які використовуються в писемній мові, щоб записувати вимовлені цифри. За аналогією з правописом чисел англійською мовою (наприклад, «one thousand nine hundred forty-five»), вона сама по собі не є незалежною системою. Система відображає розмовну мову, тому вона не є позиційною, на противагу арабським цифрам.

### Стандартні числа
Є ієрогліфи, що представляють цифри від нуля до дев'яти, та інші ієрогліфи, що представляють більші числа, такі, як десятки, сотні, тисячі і так далі. Є два набори ієрогліфів для китайських цифр: один для повсякденного письма і один для використання в комерційних або фінансових умовах, відомий як «Дасє» (кит. трад. 大寫, спр. 大写, піньїнь Dàxiě, буквально «велике письмо»). Останній виник тому, що ієрогліфи, які використовуються для написання цифр, геометрично прості, так що використання цих цифр не зможе запобігти підробці, як це було б в англійській системі числення. Фальсифікатор може легко замінити повсякденні ієрогліфи 三十 (30) на 五千 (5000), просто додавши кілька штрихів. Це не було б можливо при написанні з використанням фінансових символів 參 拾 (30) і 伍仟 (5000). Вони також називаються «цифрами банкіра» або «протишахрайськими цифрами». З тієї ж причини, числівники системи лічби рахункові паличками ніколи не використовувалися в комерційних записах.
T позначає традиційні китайські ієрогліфи, S символи спрощеної китайської мови.
| Фінансові    | Фінансові    | Нормальні    | Нормальні    | Значення | Путунхуа | Кантонська | Hokkien  | Примітки |
| Ієрогліф (T) | Ієрогліф (S) | Ієрогліф (T) | Ієрогліф (S) | Значення | Путунхуа | Кантонська | Hokkien  | Примітки |
| ------------ | ------------ | ------------ | ------------ | -------- | -------- | ---------- | -------- | --- |
| 零           | 零           | 零/〇        | 零/〇        | 0        | líng     | ling4      | lîng     | Зазвичай 零 надають перевагу, але в деяких областях, 〇 виступає більш поширеним неформальним способом позначення нулю. Традиційний 零 частіше використовується в школах. 〇 не є стандартним китайським символом, тому що китайські символи ніколи не містять овали або круги. В Unicode, 〇 трактується радше як китайський символ або знак пунктуації, аніж як китайського ієрогліф. |
| 壹           | 壹           | 一           | 一           | 1        | yī       | jat1       | it/chit  | Також 弌 (застарілий фінансовий), можна з легкістю «перетворити» на 弍 (два) або 弎 (три). |
| 貳           | 贰           | 二           | 二           | 2        | èr       | ji6        | jī/nn̄g   | Також 弍 (застарілий фінансовий), можна з легкістю «перетворити» на 弌 (один) або 弎 (три). Також 兩 (Т) або 两 (S), (див. розділ «Ієрогліфи місцевого вжитку»). |
| 參           | 叁           | 三           | 三           | 3        | sān      | saam1      | sam/saⁿ  | Також 弎 (застарілий фінансовий), можна з легкістю «перетворити» на 弌 (один) або 弍 (два). Також 參 (Т) або 参 (S). Загальнонародні варіанти включають 叄, 叁. |
| 肆           | 肆           | 四           | 四           | 4        | sì       | sei3       | sù/sì    | Також 䦉 (застарілий фінансовий). |
| 伍           | 伍           | 五           | 五           | 5        | wǔ       | ng5        | ngō/gōo  | |
| 陸           | 陆           | 六           | 六           | 6        | liù      | luk6       | lio̍k/la̍k | |
| 柒           | 柒           | 七           | 七           | 7        | qī       | cat1       | chhit    | |
| 捌           | 捌           | 八           | 八           | 8        | bā       | baat3      | pat/peh  | |
| 玖           | 玖           | 九           | 九           | 9        | jiǔ      | gau2       | kiú/káu  | |
| 拾           | 拾           | 十           | 十           | 10       | shí      | sap6       | si̍p/tsa̍p | Хоча деякі люди використовують 什 як фінансове, це не є ідеальним варіантом, оскільки його можна з легкістю «перетворити» на 伍 (п'ять) або 仟 (тисяча). |
| 佰           | 佰           | 百           | 百           | 100      | bǎi      | baak3      | pah      | |
| 仟           | 仟           | 千           | 千           | 1,000    | qiān     | cin1       | chhian   | |
| 萬           | 萬           | 萬           | 万           | 104      | wàn      | maan6      | bān      | Китайські групи номерів по десять тисяч (див. розділ «Читання і транскрибування номерів» нижче). |
| 億           | 億           | 億           | 亿           | 108      | yì       | jik1       | ik       | Для варіантів значень і слів для позначення більших чисел див. розділ "Великі числа нижче ija:大字 (数字). |

### Ієрогліфи місцевого вжитку
| Фінансові      | Нормальні | Значення | Путунхуа | Стандартна альтернатива | Примітки |
| -------------- | --------- | -------- | -------- | --- | --- |
| 幺             | 1         | yāo      | 一       | Буквально означає «наменший». Використовується в китайській, щоб недвозначно промовити «#1» злитим звуком (一), як в телефонних номерах та ID, бо, читаючи позначки, можна зробити помилку (наприклад, 一一一 вимовлялось би як «yao-yao-yao» замість «YEEEEEE»). В Тайвані його використоваують лише солдати, поліція та аварійно-рятувальні служби. В кантонській не використовується, за винятком 十三幺 (особлива виграшна комбінація) в маджонгу.                                         | |
| 兩(T) or 两(S) | 2         | liǎng    | 二       | Дуже поширений альтернативний спосіб сказати «два». Його використання варіюється від діалекту до діалекту, навіть від людини до людини. Наприклад, «2222» можна прочитати як «二千 二百二 十二», «兩千 二百二 十二» або навіть «兩千 兩百 二 十二» китайською мовою. | |
| 仨             | 3         | sā       | 三       | В регіональних діалектах Північно-східного китайського говору, 仨 представляє «ледачу» вимову трійки в межах місцевого діалекту. Його можна застосовувати як для позначення поняття числа «три» (наприклад, 第 仨 号 dì sā hào, «номер три»; 星期 仨 xīngqīsā, «середа»), так і як альтернативу для 三个 «троє з …» (наприклад, 我们 仨 Wǒmen sā, «троє з нас», на відміну від 我们 三个 Wǒmen sān gè.). Незалежно від використання, лічильне слово (наприклад, 个) ніколи не ставиться за 仨. | |
| 呀             | 10        | yā       | 十       | В кантонській мові, коли 十 використовується в середині числа, після коефіцієнта і перед однорозрядним числом, 十 стає 呀 (aa6), наприклад, 六 呀 三, 63. Таке використання не спостерігається в путунхуа. | |
| 念             | 廿        | 20       | niàn     | 二十 | Письмова форма досі використовується для позначення дат, особливо китайських календарних дат. Усна форма й досі використовується в різних діалектах китайської мови. (Див розділ «Читання і транскрибування номерів» нижче). У кантонській 廿 (jaa6) повинно супроводжуватися іншою цифрою 1-9 (наприклад, 廿三, 23), лічильним словом (наприклад 廿 個), або бути в фразі на кшталт 廿 幾 («двадцять щось»); воно не використовується само по собі для позначення 20. 卄 — рідкісний варіант. |
| 卅             | 30        | sà       | 三十     | Письмова форма, як і раніше, використовується для скорочення посилань на дати китайською мовою. Наприклад, Рух 30 травня (五卅 運動). Усна форма й досі використовується в різних діалектах китайської мови. (Див розділ «Читання і переписування номерів» нижче). Як і у випадку з 廿, 卅 повинне використовуватися з іншою цифрою, щоб означати 卅 幾 («тридцять-щось») кантонською. Використовується також в інших діалектах, а також в історичних творах.                                  | |
| 卌             | 40        | xì       | 四十     | Усна форма й досі використовується в різних діалектах китайської мови, хоча і дуже рідко, а також в історичних творах, написаних класичною китайською. Як і у випадку з 廿, 卌 повинне використовуватися разом з іншою цифрою, щоб означати 卌 幾 («сорок-щось») кантонською. Слово 卌 використовується наступним чином: «sei(四) ah ##», або «4 ah ##». Таким чином, 41 буде вимовлятись «sei ah yat», тобто «чотири-а-один».                                                                 | |
| 皕             | 200       | bì       | 二百     | Використовується дуже рідко; одним із прикладів є назва бібліотеки в Хучжоу, 皕 宋 樓 (Bìsòng Lou). | |

### Символи військового призначення
- 0: перейменовано на 洞 (dòng) lit. дірка
- 1: перейменовано на 幺 (yāo) lit. малий
- 2: перейменовано на 两 (liǎng) lit. подвійний
- 4: перейменовано на 刀 (dāo) lit. ніж
- 7: перейменовано на 拐 (guǎi) lit. поворот
- 9: перейменовано на 勾 (gōu) lit. гак

### Великі числа
Для чисел, більших за 10000, аналогічно до обширних і скорочених систем вимірювання Заходу, застосовували чотири системи давньої та сучасної форми. Первісна, з унікальними іменами для всіх ступенів десятки до 14-го, приписується Жовтому Імператорові в книзі 6 століття «Wujing suanshu (Arithmetic in Five Classics)» Зена Луана. У сучасній китайській мові використовується тільки друга система з тими античними назвами, але кожена з них представляє з себе число в 10000 разів (myriad, 萬 wàn) більше за попереднє:
| Character (T)     | 萬    | 億   | 兆   | 京    | 垓   | 秭    | 穰     | 溝    | 澗     | 正     | 載 | Factor of increase                                                                               |
| Character (S)     | 万    | 亿   | 兆   | 京    | 垓   | 秭    | 穰     | 沟    | 涧     | 正     | 载 | Factor of increase                                                                               |
| Pinyin            | wàn   | yì   | zhào | jīng  | gāi  | zǐ    | ráng   | gōu   | jiàn   | zhēng  | zài | Factor of increase                                                                               |
| Jyutping          | maan6 | jik1 | siu6 | ging1 | goi1 | zi2   | joeng4 | kau1  | gaan3  | zing3  | zoi3 | Factor of increase                                                                               |
| Hokkien POJ       | bān   | ek   | tiāu | keng  | kai  | chí   | jiông  | ko͘    | kàn    | chèng  | chài | Factor of increase                                                                               |
| ----------------- | ----- | ---- | ---- | ----- | ---- | ----- | ------ | ----- | ------ | ------ | --- | ------------------------------------------------------------------------------------------------ |
| Alternative       | 經/经 | 杼   | 壤   |       |      |       |        |       |        |        | |                                                                                                  |
| Rank              | 1     | 2    | 3    | 4     | 5    | 6     | 7      | 8     | 9      | 10     | 11 | =n                                                                                               |
| 1                 | 104   | 105  | 106  | 107   | 108  | 109   | 10     | 1011  | 1012   | 1013   | 1014 | =10^(3+n) Each numeral is 10 (十 shí) times the previous.                                        |
| 2 (current usage) | 104   | 108  | 1012 | 1016  | 1020 | 1024  | 1028   | 1032  | 1036   | 1040   | 1044 | =10^(4n) Each numeral is 10,000 (萬 (T) or 万 (S) wàn) times the previous.                       |
| 3                 | 108   | 1016 | 1024 | 1032  | 1040 | 1048  | 1056   | 1064  | 1072   | 1080   | =(10^8)^(n-1) Starting with 亿, each numeral is 108 (萬乘以萬 (T) or 万乘以万 (S) wàn chéng yǐ wàn, 10000 times 10000) times the previous. |                                                                                                  |
| 4                 | 104   | 108  | 1016 | 1032  | 1064 | 10128 | 10256  | 10512 | 101024 | 102048 | 104096 | =10^(2^(n+1)) Each numeral is the square of the previous. This is similar to the -yllion system. |

На практиці ця ситуація не призводить до двозначності, за винятком 兆 (Zhao), що позначає число «1012», відповідно до системи спільного повсемісного використання в китайських громадах, а також в Японії і Кореї. Але воно також в останні роки використовується для позначення числа «106» (особливо в Китаї для мегабайта). Щоб уникнути проблем з неоднозначністю, уряд КНР ніколи не використовує цей символ в офіційних документах, а натомість користується 万亿 (Wanyi). Уряд РК в Тайвані використовує 兆 (Zhao) для позначення числа «1012» в офіційних документах.

### Цифри з буддистських текстів
Цифри поза 載 zài походять з буддистських текстів санскритом і головним чином зосереджені в древніх текстах. Деякі з таких слів все ще використовуються сьогодні, але з переданими значеннями.
| Character (T) | Character (S) | Pinyin      | Jyutping         | Hokkien POJ   | Value          | Notes |
| ------------- | ------------- | ----------- | ---------------- | ------------- | -------------- | --- |
| 極            | 极            | jí          | gik1             | ki̍k           | 1048           | Literally means «Extreme» |
| 恆河沙        | 恒河沙        | héng hé shā | hang4 ho4 sa1    | hîng-hô-sua   | 1052[джерело?] | Literally means «Sands of the Ganges»; a metaphor used in a number of Buddhist texts referring to the grains of sand in the Ganges River                                                                        |
| 阿僧祇        | 阿僧祇        | ā sēng qí   | aa1 zang1 zi2    | a-sing-kî     | 1056           | From Sanskrit Asaṃkhyeya असंख्येय, meaning «incalculable, innumerable, infinite» |
| 那由他        | 那由他        | nà yóu tā   | naa5 jau4 taa1   | ná-iû-thann   | 1060           | From Sanskrit Nayuta नयुत, meaning «myriad» |
| 不可思議      | 不可思议      | bùkě sīyì   | bat1 ho2 si1 ji3 | put-khó-su-gī | 1064           | Literally translated as «unfathomable». This word is commonly used in Chinese as the a Chengyu, means «Unimaginable», instead of its original meaning of the number 1064.                                       |
| 無量          | 无量          | wú liàng    | mou4 loeng6      | bô-liōng      | 1068           | Literally translated as «without measure». This word is also commonly used in Chinese as a commendatory term, means «no upper limit». E.g.: 前途无量 lit. front journey no limit, which means «a great future». |
| 大數          | 大数          | dà shù      | daai6 sou3       | ta-siàu       | 1072           | Literally translated as «a large number» |

### Невеликі числа
Нижче наведені ієрогліфи, які історично використовуються в китайській для позначення величин невеликого порядку. З введенням одиниць SI деякі з них були включені до префіксів системи SI, а потреба в застосуванні інших відпала.
| Character(s) (T) | Character(s) (S) | Pinyin          | Value | Notes |
| ---------------- | ---------------- | --------------- | ----- | --- |
| 涅槃寂靜         | 涅槃寂静         | niè pán jì jìng | 10−24 | Literally, «Nirvana's Tranquility» 攸 (T) or 幺 (S) corresponds to the SI prefix yocto-.                                      |
| 阿摩羅           | 阿摩罗           | ā mó luó        | 10−23 | (Ancient Chinese, from Sanskrit अमल amala)                                                                                    |
| 阿頼耶           | 阿赖耶           | ā lài yē        | 10−22 | (Ancient Chinese, from Sanskrit आलय ālaya)                                                                                    |
| 清靜             | 清净             | qīng jìng       | 10−21 | Literally, «Quiet» 介 (T) or 仄 (S) corresponds to the SI prefix zepto-.                                                      |
| 虛空             | 虚空             | xū kōng         | 10−20 | Literally, «Void» |
| 六德             | 六德             | liù dé          | 10−19 | (Ancient Chinese) |
| 剎那             | 刹那             | chà nà          | 10−18 | Literally, «Brevity», from Sanskrit क्षण ksaṇa 阿 corresponds to the SI prefix atto-.                                          |
| 彈指             | 弹指             | tán zhǐ         | 10−17 | Literally, «Flick of a finger». Still commonly used in pharse «弹指一瞬间» (A very short time)                                |
| 瞬息             | 瞬息             | shùn xī         | 10−16 | Literally, «Moment of Breath». Still commonly used in Chengyu «瞬息万变» (Many things changed in a very short time)           |
| 須臾             | 须臾             | xū yú           | 10−15 | (Ancient Chinese, rarely used in Modern Chinese as «a very short time») 飛 (T) or 飞 (S) corresponds to the SI prefix femto-. |
| 逡巡             | 逡巡             | qūn xún         | 10−14 | (Ancient Chinese) |
| 模糊             | 模糊             | mó hu           | 10−13 | Literally, «Blurred» |
| 漠               | 漠               | mò              | 10−12 | (Ancient Chinese) 皮 corresponds to the SI prefix pico-.                                                                      |
| 渺               | 渺               | miǎo            | 10−11 | (Ancient Chinese) |
| 埃               | 埃               | āi              | 10−10 | (Ancient Chinese) |
| 塵               | 尘               | chén            | 10−9  | Literally, «Dust» 奈 (T) or 纳 (S) corresponds to the SI prefix nano-.                                                        |
| 沙               | 沙               | shā             | 10−8  | Literally, «Sand» |
| 纖               | 纤               | xiān            | 10−7  | Literally, «Fiber» |
| 微               | 微               | wēi             | 10−6  | still in use, corresponds to the SI prefix micro-.                                                                            |
| 忽               | 忽               | hū              | 10−5  | (Ancient Chinese) |
| 絲               | 丝               | sī              | 10−4  | «Thread» |
| 毫               | 毫               | háo             | 10−3  | also 毛. still in use, corresponds to the SI prefix milli-.                                                                   |
| 厘               | 厘               | lí              | 10−2  | also 釐. still in use, corresponds to the SI prefix centi-.                                                                   |
| 分               | 分               | fēn             | 10−1  | still in use, corresponds to the SI prefix deci-.                                                                             |

### Префікси системи SI
У Народній Республіці Китай переклади префіксів SI в 1981 році відрізнялися від тих, які використовуються сьогодні. Великі (兆, 京, 垓, 秭, 穰) і дрібніші китайські числівники (微, 纖, 沙, 塵, 渺) були визначені як переклади префіксів SI: мега-, гіга-, тера-, пета-, екса-, мікро-, нано-, піко-, фемто-, атто-, що призвело до створення ще більшої кількості значень для кожного числівника.
В Китайській Республіці (Тайвані) 百萬 визначається як переклад для «мега-». Цей переклад широко використовується в офіційних документах, наукових колах, інформаційних галузях і т. д. Проте, в індустрії громадського радіо 兆赫 іноді використовують для поняття «мегагерц». Іноді одиниці «k» (1000), використовують, зокрема, для грошей.
Сьогодні уряди КНР і Республіки Китай використовують фонетичні транслітерації для префіксів системи SI. Проте кожен обрав різні китайські ієрогліфи для певних префіксів. У наступній таблиці наведено два різних стандарти з перекладом.
| Value | Symbol | English | Early translation | Early translation | PRC standard | PRC standard | ROC standard | ROC standard |
| ----- | ------ | ------- | ----------------- | ----------------- | ------------ | ------------ | ------------ | ------------ |
| 1024  | Y      | yotta-  | 尧                | yáo               | 佑           | yòu          |              |              |
| 1021  | Z      | zetta-  | 泽                | zé                | 皆           | jiē          |              |              |
| 1018  | E      | exa-    | 穰                | ráng              | 艾           | ài           | 艾           | ài           |
| 1015  | P      | peta-   | 秭                | zǐ                | 拍           | pāi          | 拍           | pāi          |
| 1012  | T      | tera-   | 垓                | gāi               | 太           | tài          | 兆           | zhào         |
| 109   | G      | giga-   | 京                | jīng              | 吉           | jí           | 吉           | jí           |
| 106   | M      | mega-   | 兆                | zhào              | 兆           | zhào         | 百萬         | bǎiwàn       |
| 103   | k      | kilo-   | 千                | qiān              | 千           | qiān         | 千           | qiān         |
| 102   | h      | hecto-  | 百                | bǎi               | 百           | bǎi          | 百           | bǎi          |
| 101   | da     | deca-   | 十                | shí               | 十           | shí          | 十           | shí          |
| 100   | (base) | one     | 一                | yī                | 一           | yīyī         |              |              |
| 10−1  | d      | deci-   | 分                | fēn               | 分           | fēn          | 分           | fēn          |
| 10−2  | c      | centi-  | 厘                | lí                | 厘           | lí           | 厘           | lí           |
| 10−3  | m      | milli-  | 毫                | háo               | 毫           | háo          | 毫           | háo          |
| 10−6  | µ      | micro-  | 微                | wēi               | 微           | wēi          | 微           | wēi          |
| 10−9  | n      | nano-   | 纖                | xiān              | 纳           | nà           | 奈           | nài          |
| 10−12 | p      | pico-   | 沙                | shā               | 皮           | pí           | 皮           | pí           |
| 10−15 | f      | femto-  | 塵                | chén              | 飞           | fēi          | 飛           | fēi          |
| 10−18 | a      | atto-   | 渺                | miǎo              | 阿           | à            | 阿           | à            |
| 10−21 | z      | zepto-  | 仄                | zè                | 介           | jiè          |              |              |
| 10−24 | y      | yocto-  | 幺                | yāo               | 攸           | yōu          |              |              |

## Читання і транскрибування номерів

### Цілі числа
Багаторозрядні числа побудовані на основі мультиплікативного принципу; першою іде цифра від 1 до 9, потім розряд (наприклад, 10 або 100); потім наступна цифра.
У Народній Республіці Китай переклади префіксів SI в 1981 році відрізнялися від тих, які використовуються сьогодні. Великі (兆, 京, 垓, 秭, 穰) і дрібніші китайські числівники (微, 纖, 沙, 塵, 渺) були визначені як переклади префіксів SI: мега-, гіга-, тера-, пета-, екса-, мікро-, нано-, піко-, фемто-, атто-, що призвело до створення ще більшої кількості значень для кожного числівника. 